# Semi Automatic Ground Environment
SAGE es el acrónimo de Semi-Automatic Ground Environment, un operador ambiental que sería empleado por el NORAD durante la Guerra Fría. El propósito de este sistema era expandir la defensa aérea de EE.UU. utilizando la tecnología de radares desarrollada por el MIT durante la Segunda Guerra Mundial.

## Antecedentes
En 1949, el Comité de Ingeniería de Sistemas de Defensa Aérea, dirigido por el Dr. George Valley, recomendó la creación de redes de estaciones de radar computarizadas que custodiasen los accesos aéreos del norte de los Estados Unidos, incluyendo también algunas estaciones en Canadá. En 1949, la USAF financió el Proyecto Charles para desarrollar una demostración de automatización de Defensa Aérea. En una reunión en enero de 1950, Valley y Jay Forrester acordaron utilizar el Whirlwind I (construido 1948-1951) en su proyecto. El Sistema de Cabo Cod en Cambridge, Massachusetts, fue el primer gran esfuerzo del Laboratorio Lincoln que interconectó radares de largo alcance y varios de corto alcance. El 18 de agosto de 1950, cuando se publicaron los requisitos para el 1954 Interceptor, la Fuerza Aérea señaló que las técnicas manuales de aviso y control de aviones sufrirían retrasos intolerables. Entre febrero y agosto de 1951, la USAF llevó a cabo el Proyecto Claude en el Laboratorio Lincoln del MIT en 1951 que concluyó que se necesitaba un mejor sistema de defensa aérea.
Finalmente en 1952 el Laboratorio Lincoln, con la subcontratación del Whirlwind a IBM, y las fuerzas aéreas de los Estados Unidos con el Proyecto Lincoln que abarcaba la creación de un sistema de control de terreno a gran escala, dieron lugar a la aprobación de SAGE, primero de forma experimental, en 1953.
El 10 de abril de 1953, la USAF decidió cancelar el apoyo al sistema de Michigan, que fue el sistema de Defensa Aérea (ADIS) del centro de investigación de aeronáutica de la Universidad de Míchigan (basado en el sistema británico CDS) que competía con SAGE.

## Desarrollo
Cada centro tenía una computadora digital de gran escala que había evolucionado de la Whirlwind experimental del MIT. Fue el programa de computación en tiempo real más grande de la época y automatizó el flujo y procesamiento de información, presentando datos a 100 estaciones de operadores, y proveyendo información de control a los sistemas de armamento.

## Descripción

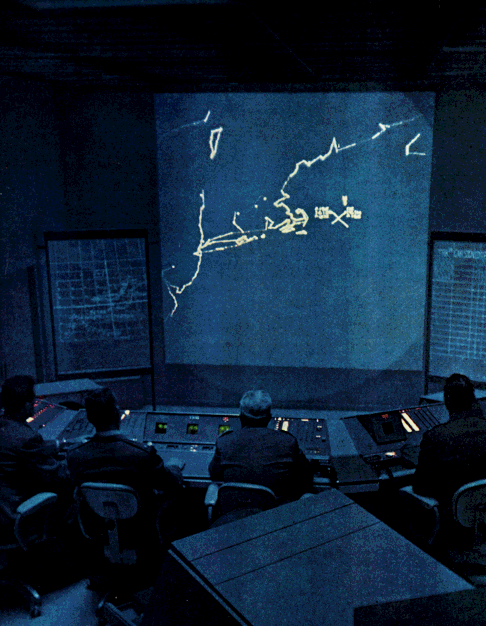
Sala de control de SAGE

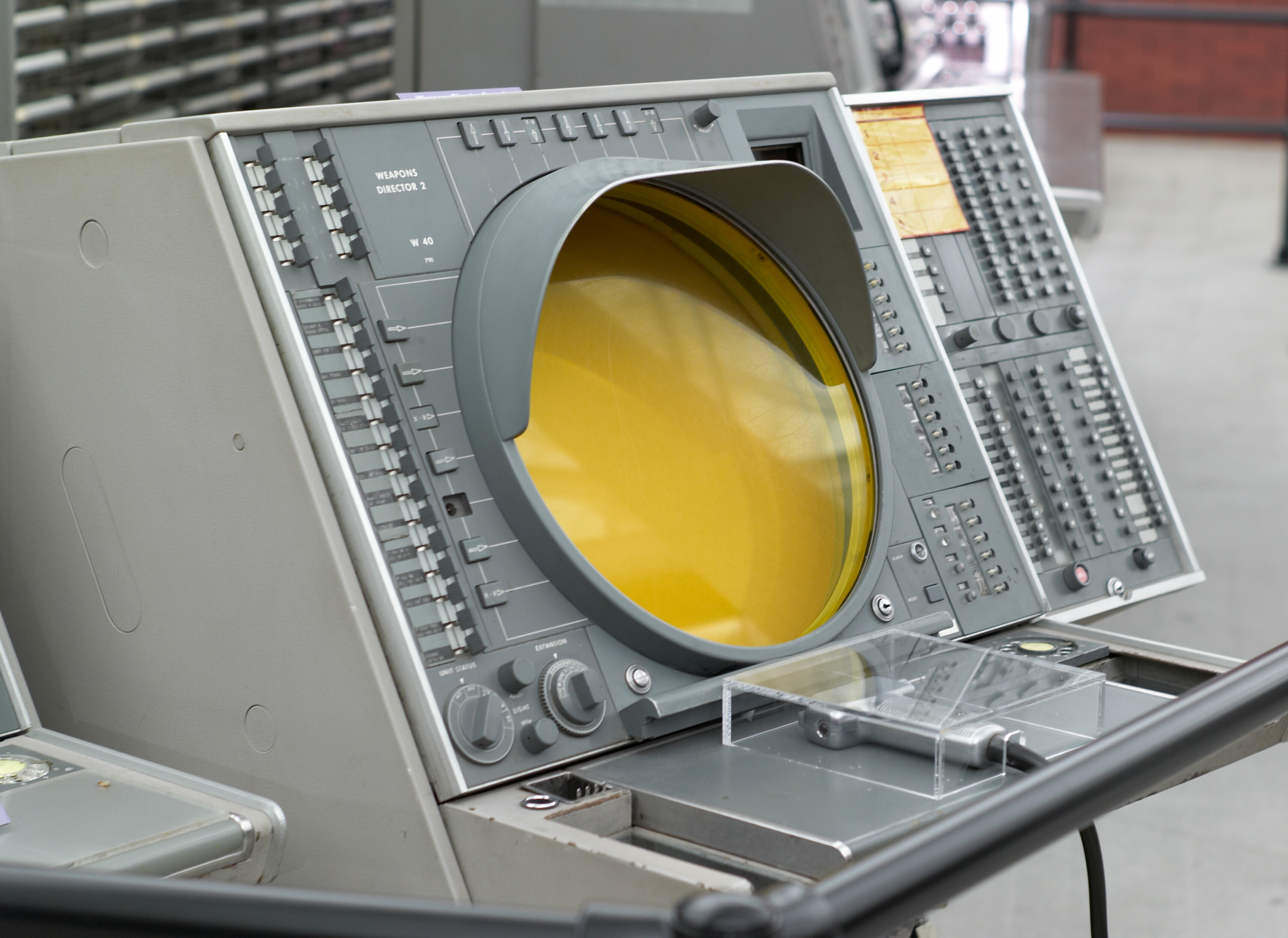
Consola de un AN/FSQ-7

Cuatro empresas privadas se convirtieron en contratistas para el sistema de defensa nacional. IBM desarrolló los sistemas de cómputo, Burroughs desarrolló las comunicaciones, Western Electric diseñó y construyó los 23 edificios "Centro de Mando" y el Laboratorio Lincoln, que se convirtió en la Corporación MITRE en 1958, proveyeron la integración del sistema.
El sistema fue completamente terminado en 1963 con 24 Centros de Mando SAGE y 3 Centros de combate distribuidos a través de todo EE. UU.. Cada uno de ellos estaba unido por líneas telefónicas de larga distancia a más de 100 elementos de defensa aérea que interactuaban entre sí, requiriendo una integración de sistemas a una escala nunca antes imaginada.

### Red de computadores
El proyecto 416L consistía en una red de computadores y centrales (Sistema SAGE) para la Guerra Fría, que formarían un nuevo entorno(SAGE) para el funcionamiento de la red de radares y de intercepción haciendo uso de aviones de defensa aérea ("Sistema de Defensa SAGE").
El sistema SAGE 416L de Burroughs fue el prededesor del USAF de NORAD, SAC y de sistemas informáticos de otras organizaciones militares. Burroughs Corporation fue el principal contratista de equipos electrónicos SAGE, que estaban compuestos por los Burroughs AN/FST-2 ubicados en 134 lugares, el IBM AN/FSQ-7 usado en los 24 Centros de Mando y el IBM AN/FSQ-8 en 8 Centros de combate.
Los dos equipos de cada AN/FSQ-7 ocupaban un tercio de la segunda planta del Centro de Mando y en conjunto pesaba 275 toneladas. El AN/FSQ-7 usado en la base de las Fuerzas Aéreas de Luke tenía más memoria (32K total) y fue utilizado como un centro de cálculo para todas las demás.

### Red de comunicaciones
La red de computadores de SAGE estaba conectada mediante líneas de voz de AT&T, torres de radiocomunicación por microondas, centros de conmutación, etc. La estación subterránea principal de AT&T se encontraba en Fairview (Kansas) y contaba con otros búnkeres en Connecticut (Cheshire), California (Santa Rosa), Iowa (Boone) y Maryland (Hearthstone Mountain). La transmisión de datos de coordenadas informaban a cada estación de radar de la distancia y de la dirección mediante módems digitales, mientras que el servicio de identificación de movimientos aéreos, proporcionaba información sobre el tráfico aéreo al sistema SAGE. Con las mejoras del sistema, se incluyeron transmisiones automáticas de instrucciones dirigidas a los pilotos automáticos de los interceptores para crear así un vector de intercepción de objetivos.

### Estaciones de radar
Estaciones restantes del sistema de radares DEW (Distant Early Warning Line), proporcionaron a SAGE estaciones de seguimiento por radar y de radares ADC (Automatic Distance Control), además de radares FD (frequency diversity) aconsejados por el Proyecto Lamplight del MIT.
Los barcos de Marina de los Estados Unidos también aportaban información de radar, y el programa de recepción aérea de largo alcance (ALRI) se convirtió en una extensión marítima del sistema SAGE, ampliando la cobertura de los radares de las torres de Texas.
A finales de los 1960 aviones EC-121 con base en Otis (Massachusetts) y McClellan (California) también proporcionaban información de radar a través del enlace automático de datos al sistema SAGE.

### Interceptores
El Comando de Defensa Aeroespacial contaba con aeronaves como el Lockheed F-94 Starfire o el Northrop F-89 Scorpion entre otras, que eran comandadas por SAGE. Algunos candidatos como el Lockheed F-104 Starfighter resultaron ser demasiado pequeños para ser equipados con el sistema de enlace de datos que requerían. Los interceptores eran capaces de enviar información de vuelta al Centro de Mando cuando alcanzaban su objetivo para permitir estudiar la situación y elegir la forma de actuar.

## Despliegue
El sistema SAGE se puso en marcha en la Base de la Fuerza Aérea McChord en 1957.
El 26 de junio de 1958, el sector de defensa aérea del este, el sector de Nueva York, comenzó a funcionar y el 1 de diciembre de 1958 le acompañó el sector de Siracusa. La construcción de las bases de Fuerzas Canadienses de North Bay (CFD) en Canadá se inició en 1959 con un búnker de aproximadamente 210 metros que se encontraba bajo tierra. Este centro se puso en marcha el 1 de octubre y para 1963 el sistema contaba ya con 3 centros de combate.
| Sector | DC # y ubicación                                    | Base Fuerza Aérea | ST | Uso actual    |
| --- | --------------------------------------------------- | ----------------- | -- | ------------- |
| Nueva York | DC-01 40°01′51″N 074°34′32″O / 40.03083, -74.57556  | McGuire           | NJ |               |
| Boston | DC-02 41°30′01″N 074°06′22″O / 41.50028, -74.10611  | Stewart           | NY |               |
| Syracuse | DC-03 43°07′19″N 076°06′01″O / 43.12194, -76.10028  | Hancock Field     | NY |               |
| Washington | DC-04 37°15′09″N 077°19′21″O / 37.25250, -77.32250  | Fort Lee AFS      | VA |               |
| Bangor | DC-05 43°56′42″N 069°57′46″O / 43.94500, -69.96278  | Topsham AFS       | ME | demolido 1985 |
| Detroit | DC-06 42°19′18″N 085°16′00″O / 42.32167, -85.26667  | Fort Custer       | MI |               |
| Chicago | DC-07 43°07′36″N 089°20′06″O / 43.12667, -89.33500  | Truax Field       | WI |               |
| Kansas City | DC-08 38°50′47″N 094°32′50″O / 38.84639, -94.54722  | Richards-Gebaur   | MO |               |
| Montgomery | DC-09 32°24′13″N 086°14′28″O / 32.40361, -86.24111  | Gunter            | AL |               |
| Duluth | DC-10 46°50′10″N 092°12′26″O / 46.83611, -92.20722  | Duluth IAP        | MN |               |
| Grand Forks | DC-11 47°56′47″N 097°22′55″O / 47.94639, -97.38194  | Grand Forks       | ND | demolido      |
| Seattle | DC-12 47°07′18″N 122°30′14″O / 47.12167, -122.50389 | McChord           | WA |               |
| Portland | DC-13 44°40′15″N 123°12′58″O / 44.67083, -123.21611 | Adair AFS         | OR |               |
| Sault Ste Marie | DC-14 46°20′47″N 087°23′00″O / 46.34639, -87.38333  | K. I. Sawyer      | MI |               |
| Spokane | DC-15 47°10′53″N 119°19′16″O / 47.18139, -119.32111 | Larson            | WA |               |
| Los Ángeles | DC-16 34°06′19″N 117°13′05″O / 34.10528, -117.21806 | Norton            | CA | abandonado    |
| Reno | DC-17 39°39′04″N 119°53′00″O / 39.65111, -119.88333 | Stead             | NV |               |
| San Francisco | DC-18 39°06′35″N 121°23′49″O / 39.10972, -121.39694 | Beale             | CA |               |
| | DC-19                                               |                   |    |               |
| Great Falls | DC-20 47°30′59″N 111°10′55″O / 47.51639, -111.18194 | Malmstro]         | MT |               |
| Phoenix | DC-21 33°32′34″N 112°21′27″O / 33.54278, -112.35750 | Luke              | AZ |               |
| Sioux City | DC-22 42°23′51″N 096°22′25″O / 42.39750, -96.37361  | Sioux City AFS    | IA |               |
| | DC-23*                                              |                   |    |               |
| | DC-30*                                              |                   |    |               |
| Goose | DC-31 46°20′15″N 079°24′42″O / 46.33750, -79.41167  | CFB North Bay     | ON |               |
| n/a** |                                                     | Minot             | ND |               |
| *Algunos de los originalmente 32 Centros de Mando planeados nunca fueron completados. **La base de las Fuerzas Aéreas de Minot fue construida para la planeada Región de Degensa de Minot(nunca completada). |                                                     |                   |    |               |

## Cambios y mejoras
En primavera de 1959, IBM anunció el desarrollo del computador de intercepción AN/FSQ-7A (más adelante llamado AN/FSQ-32), pero el número de centros de super combate subterráneos que se planearon para SAGE fue reducido en 1959, y todos fueron cancelados por un comité presidencial en febrero de 1960. Los computadores AN/FST-2B y AN/FYQ-47 sustituyeron al AN/FST-2, y algunas centrales de dirección fueron reemplazadas por el BUIC (Backup Interceptor Control System) colocados en estaciones de radar. En 1962, Burroughs se adjudicó el contrato de una versión de su sistema de procesamiento de datos de la D825modular para el BUIC II, que se utilizó por primera vez en el North Truro Z-10 en 1966. El 3 de junio de 1963, los Centros de Mandos en Marysville CA, Marquett MI, Stewart AFB NY (DC-02), y Moses Lake WA (DC-15) cerraron, y a finales de 1969, sólo 6 Centros de Mando de SAGE se mantuvieron operativas (DC-03, D-04, D-10, D-12, D-20, y D-21), y todos hacían uso del AN/FSQ-7. En 1966, el NORAD se trasladó al Centro de Operaciones de la Montaña Cheyenne y en diciembre de 1963, el Departamento de Defensa aprobó el reemplazo a estado sólido de los sistemas AN/FSG-1 Martin. ADC fue rebautizado como Comando de Defensa Aeroespacial el 15 de enero de 1968, los sistemas BUIC fueron eliminados 1974-5 seguido por los sistemas BUIC II y la disolución de ADC en 1980.